# Ladies Open Lausanne 2022
Ladies Open Lausanne 2022 là một giải quần vợt nữ thi đấu trên mặt sân đất nện ngoài trời. Đây là lần thứ 29 giải Ladies Open Lausanne được tổ chức, và là một phần của WTA 250 trong WTA Tour 2022. Giải đấu diễn ra tại Tennis Club Stade-Lausanne ở Lausanne, Thụy Sĩ, từ ngày 11 đến ngày 17 tháng 7 năm 2022.

## Nội dung đơn

### Hạt giống
| Quốc gia | Tay vợt             | Xếp hạng† | Hạt giống |
| -------- | ------------------- | --------- | --------- |
| USA      | Danielle Collins    | 8         | 1         |
| SUI      | Belinda Bencic      | 16        | 2         |
| ROU      | Irina-Camelia Begu  | 43        | 3         |
| ESP      | Sara Sorribes Tormo | 45        | 4         |
| ESP      | Nuria Párrizas Díaz | 51        | 5         |
| FRA      | Caroline Garcia     | 55        | 6         |
| SLO      | Tamara Zidanšek     | 60        | 7         |
|          | Varvara Gracheva    | 69        | 8         |

† Bảng xếp hạng vào ngày 27 tháng 6 năm 2022

### Vận động viên khác
Đặc cách:
- Susan Bandecchi
- Kristina Mladenovic
- Simona Waltert

Vượt qua vòng loại:
- Erika Andreeva
- Anna Blinkova
- Cristina Bucșa
- Olga Danilović
- Léolia Jeanjean
- Eva Lys

### Rút lui
Trước giải đấu
- Alizé Cornet → thay thế bởi  Misaki Doi
- Camila Giorgi → thay thế bởi  Lauren Davis
- Daria Kasatkina → thay thế bởi  Tamara Korpatsch
- Dayana Yastremska → thay thế bởi  Jule Niemeier
- Maryna Zanevska → thay thế bởi  Zhu Lin

Trong giải đấu
- Tatjana Maria

## Nội dung đôi

### Hạt giống
| Quốc gia | Tay vợt         | Quốc gia | Tay vợt         | Xếp hạng† | Hạt giống |
| -------- | --------------- | -------- | --------------- | --------- | --------- |
| CHI      | Alexa Guarachi  | USA      | Asia Muhammad   | 65        | 1         |
| NOR      | Ulrikke Eikeri  | SLO      | Tamara Zidanšek | 118       | 2         |
|          | Anna Kalinskaya | ROU      | Raluca Olaru    | 121       | 3         |
| TPE      | Chan Hao-ching  | TPE      | Latisha Chan    | 145       | 4         |

† Bảng xếp hạng vào ngày 27 tháng 6 năm 2022

### Vận động viên khác
Đặc cách:
- Susan Bandecchi /  Simona Waltert
- Ylena In-Albon /  Xenia Knoll

### Rút lui
Trước giải đấu
- Monique Adamczak /  Rosalie van der Hoek → thay thế bởi  Arianne Hartono /  Rosalie van der Hoek

Trong giải đấu
- Anna Kalinskaya /  Raluca Olaru
- Ulrikke Eikeri /  Tamara Zidanšek

## Nhà vô địch

### Đơn
- Petra Martić đánh bại  Olga Danilović 6–4, 6–2

### Đôi
- Olga Danilović /  Kristina Mladenovic đánh bại  Ulrikke Eikeri /  Tamara Zidanšek, bỏ cuộc trước trận đấu